# Isabelle Gulldén
Isabelle Gulldén (ur. 29 czerwca 1989 w Sävedalen), szwedzka piłkarka ręczna, reprezentantka kraju, grająca na pozycji środkowej rozgrywającej. Wicemistrzyni Europy 2010 oraz brązowa medalistka mistrzostw Europy 2014. Obecnie występuje w rumuńskiej drużynie CSM Bukareszt.

## Życie prywatne
Jej wujkiem jest Christer Gulldén, szwedzki zapaśnik, olimpijczyk z Seulu.

## Sukcesy

### reprezentacyjne
- wicemistrzostwo Europy  (2010)
- brąz mistrzostw Europy  (2014)

### klubowe
- mistrzostwo Szwecji  (2007, 2009, 2010, 2011)
- mistrzostwo Danii  (2014)
- wicemistrzostwo Danii  (2012)
- puchar Danii  (2012, 2014)
- puchar zdobywców pucharów  (2014)
- liga mistrzyń  (2016)

## Nagrody indywidualne
- 2014 - MVP Mistrzostw Europy (Węgry i Chorwacja)
- 2014 - najlepsza strzelczyni Mistrzostw Europy (Węgry i Chorwacja)
- 2016 - najlepsza strzelczyni Ligi Mistrzyń